# Chamane (film)
Pour plus de détails, voir Fiche technique et Distribution.
Chamane est le second film réalisé par Bartabas, sorti le 6 mars 1996 et co-produit par la France et la Russie. Il raconte la fuite dans la taïga d'un chamane et d'un violoniste retenus dans un goulag en Sibérie, sur le dos de deux chevaux yakoutes,.

## Synopsis
Dimitri est un violoniste d'Irkoutsk retenu dans un goulag sibérien. L'un de ses compagnons d'infortune, un chamane, appelle à leur secours deux petits chevaux sauvages qui leur permettent de s'enfuir. En chemin, le chamane meurt des suites d'un coup de feu, mais il révèle à Dimitri que les esprits l'accompagnent et lui donneront la force de poursuivre son périple dans la Sibérie glacée. Finalement, Dimitri parvient à regagner Irkoutsk, mais il refuse de rentrer dans le rang et regagne sa liberté avec son petit cheval.

## Tournage
Il s'agit du second film de Bartabas, écuyer et metteur en scène de spectacle équestre. Dans une interview, il explique que ce film provient de son envie de faire un cinéma différent, « dans l'urgence de l'imagination et sans gros budget, car l'argent paralyse le cinéma contemporain ». Il a affronté de nombreuses difficultés lors du tournage, dont le vol d'une partie du budget du film par le réalisateur russe, et un tournage dans les décors naturels de la Sibérie, dans des conditions rudes et avec du matériel vétuste,.

## Accueil
D'après Bartabas, le film a été très mal accueilli par les professionnels du cinéma de Cannes, qui se seraient montrés « blessants » envers lui : il répond dans une interview que « le film n'est certes pas sans défauts, mais au moins il existe, et peut-être le redécouvrira-t-on un jour ».